# Dick Freebird
Dick Freebird (pseudoniem van Dick Vrijvogel) is een Nederlands autocoureur. Hij is vanaf 2006 actief in de BRL V6. In de BRL Light werd hij in 2005 vice-kampioen, hij moest zijn meerdere erkennen in Marijn van Kalmthout. Hij studeert aan het ROC in Nijmegen, hij studeert daar voor commercieel medewerker binnendienst.

## Carrière
In 1999 startte Dick met indoorkarting, waarna een overstapte naar het outdoor karten volgde, namelijk de Promo 95 klasse. Hierna stapte hij over naar het Nederlands kampioenschap ICA. Hij racete er van 2001 tot en met 2003. In 2001 reed hij met een Kombikart/Rotax, en in 2002 en 2003 reed hij met een aangedreven CRG/maxter. In 2004 ging Dick samen met CRG Holland een nieuwe uitdaging aan in het opkomende Nederlands kampioenschap Rotax-Max. Hier racete hij weer met een CRG. En samen met zijn monteur Dennis de Bruin werd Dick 1 keer kampioen en 2 keer vice-kampioen. 
In 2005 maakte hij de overstap naar de autosport, de BRL Light. In zijn kartperiode werd Dick gescout door Fanzonely, een talentzoek-programma. Hierbij kwam hij in het Fanzonely Jong Talent Team. Hij wist 12 keer op het podium te eindigen en 3 van de 16 races te winnen; dit was genoeg om de tweede plaats in het kampioenschap in bezit te nemen. 
In 2006 ging hij naar de BRL V6. In zijn eerste seizoen BRL V6 racete hij bij Peel Racing, hij had daar Donny Crevels en Jeroen Reijntjens als teamgenoot. Dick wist zich op een tiende plaats in het klassement te vestigen. In 2008 en 2009 racete hij bij Weytech Racing, met een 7e en 6e plaats in het eindklassement is dit een prima prestatie aangezien er voor 100 jaar race ervaring in de felbegeerde klassen rijdt. In het jaar 2010 reed Dick samen Nico Verdonck in de BTCS met de BMW 320 D bij het team van DB motorsport. Samen stonden zij gedurende het hele seizoen in de top 3 van het kampioenschap. Het kampioenschap werd beslist in de laatste race van het jaar; Dick en Nico wonnen deze race en waren daarmee kampioen in de klasse T3 van de BTSC. 
In 2011 ging Dick Freebird een nieuwe uitdaging aan samen met legende Cor Euser, die al meer als 25 racejaren achter de rug heeft. Samen delen zij de nieuwe Lotus Evora GT4, ontwikkeld en gebouwd door Lotus Motorsport. Aan het begin van het seizoen hebben beiden wat pech gehad, zowel met de auto als met de banden. Samen hebben zij 6 keer op het podium gestaan waarvan 1 keer op de hoogste trede. Ook deelden Dick en Cor de auto met Hal Prewitt, Alistair J MacKinnon en Jim Briody tijdens de Britcar 24H op het circuit van Silverstone. Daar behaalden ze met zijn allen de 3e plaats over 57 auto's. 